# ジローナ
ジローナ（カタルーニャ語: Girona [ʒiˈɾonə]）は、スペイン・カタルーニャ州ジローナ県のムニシピ（基礎自治体）。ジローナ県の県都である。カスティーリャ語による表記はGerona [xeˈɾona]（ヘローナ）。自治体公式名称はカタルーニャ語名のGirona。

## 歴史
最初にこの地域に住みついたのはイベリア人である。紀元前77年以降、グナエウス・ポンペイウスがアウグスタ街道沿いにオッピドゥムを建てた。そしてローマ人がジローナの元となる定住地ゲルンダ（Gerunda）を築いた。
新都市ゲルンダはサン・フリアン・デ・ラミス住民を再入植させ、ゲルンダは地域の中心地となり、都市を囲むローマ式の耕作地が作られた。ゲルンダは海から遠く離れた内陸の都市であったにもかかわらず、地中海に面したアンプリアスと良好な関係を持っていた。
初期のゲルンダにはタラゴナの首府司教座教会とともに、司教座教会があった。古いローマ帝国のくびきから脱して全てが廃墟となり、市民の数が減少したために、ゲルンダは過疎化が進んだ。
イスラム教徒侵攻が、ジローナに新たなイスラム教徒の力を引き寄せた。しかし、カロリング朝フランク王国の南下のために彼らの優勢は続かなかった。カタルーニャの歴史家ラモン・アバダルは、後のカタルーニャが誕生する過程の最初であるとみなしている。時が進むにつれ、ジローナがその重要性を実証していくからであるとする。
ジローナをイスラム勢力から奪還したカロリング朝は、この領土を地元貴族であるジローナ伯へ委ねた。ジローナ伯の本拠地たるジローナは、イスラムの脅威のさらなる困難な段階を克服し、国土回復を果たした。新たな城壁が都市の広場に設置され、都市を取り巻く城壁は拡張された。ジローナのユダヤ人社会の最も栄えた時期には、市にカバラの学校があった。当時のジローナのゲットーは、ヨーロッパ有数の保存状態の良いもので、現在も観光名所となっている。
1351年、アラゴン王及びバルセロナ伯のペラ儀典王は、王位継承予定者であるジュアン王子（のちのジュアン1世）にジローナ公位を授けた。この後、ジローナ公位はアラゴン＝カタルーニャの君主位継承予定者に授けられる称号の一つとして定着した。
15世紀から17世紀にかけジローナは成長を続けた。市民は都市を守る城壁の小さな増幅、及び改良を実行していった。ジローナは、17世紀から18世紀までヨーロッパの幾度もの戦争が起こる中、フランス軍との最前線の地となった。
19世紀初頭、スペイン独立戦争の間、都市封鎖や戦闘でジローナは荒廃した。
1889年以降、ジローナは城壁南側の壁一方を壊すことが許可された。ジローナはこの時から現在の姿へと変わっていった。1939年2月4日、フランコ軍がジローナを占領した。

## 人口
| ジローナの人口推移 1900－2010                           |
|                                                         |
| 出典:INE（スペイン国立統計局）1900年 - 1991年、1996年 - |

## 史跡
- オニャル川沿いの住宅群 - オニャル川の上に吊されたかのように続く建物群で、ジローナの象徴ともなっている。
- サンタ・マリーア・デ・ジローナ大聖堂 - 厳律シトー会。11世紀から18世紀にかけて建設されたゴシック様式の建物。バルセロナ伯ラモン・バランゲー2世の墓所がある。
- 旧ユダヤ人居住区 - 15世紀までゲットーだった。狭い中世の通りが交差する。
- アラブ人浴場
- リベルター通り
- 独立広場

## 交通

### 鉄道
ジローナはバルセロナからポルボウ・フランス方面への本線上に位置し、バルセロナからの所要時間は1時間10分から1時間30分程度である。また、マドリードからは夜行列車が運行されていて所要時間11時間20分である。現在、バルセロナからフランス国境方面へ向けて建設中の高速鉄道に駅を設置する計画がある。

### 道路
高速道路AP-7がバルセロナ方面からフランス国境方面へ通じている。また、ジローナは海岸方面及びピレネー山脈方面への道路網の拠点となっている。

### 空港
街の中心地から12km南にジローナ＝コスタ・ブラバ空港がある。この空港は格安航空会社ライアンエアーがハブ空港の一つとして選び、近年成長した。

## 文化
- テンプス・デ・フロールス（Temps de Flors） - 毎年5月に開催されている花祭り[7]。

## スポーツ
- ジローナFC - ジローナを本拠地とするサッカークラブ。
- CBジローナ - ジローナを本拠地とするバスケットボールチーム。

## 出身人物
- ザビア・クガート - ラテン音楽家
- ミゲル・モリーナ - レーシングドライバー
- ミケル・ソレール - サッカー選手
- ラモン・デ・キンタナ - サッカー選手
- ジェラール・デウロフェウ - サッカー選手

## ギャラリー

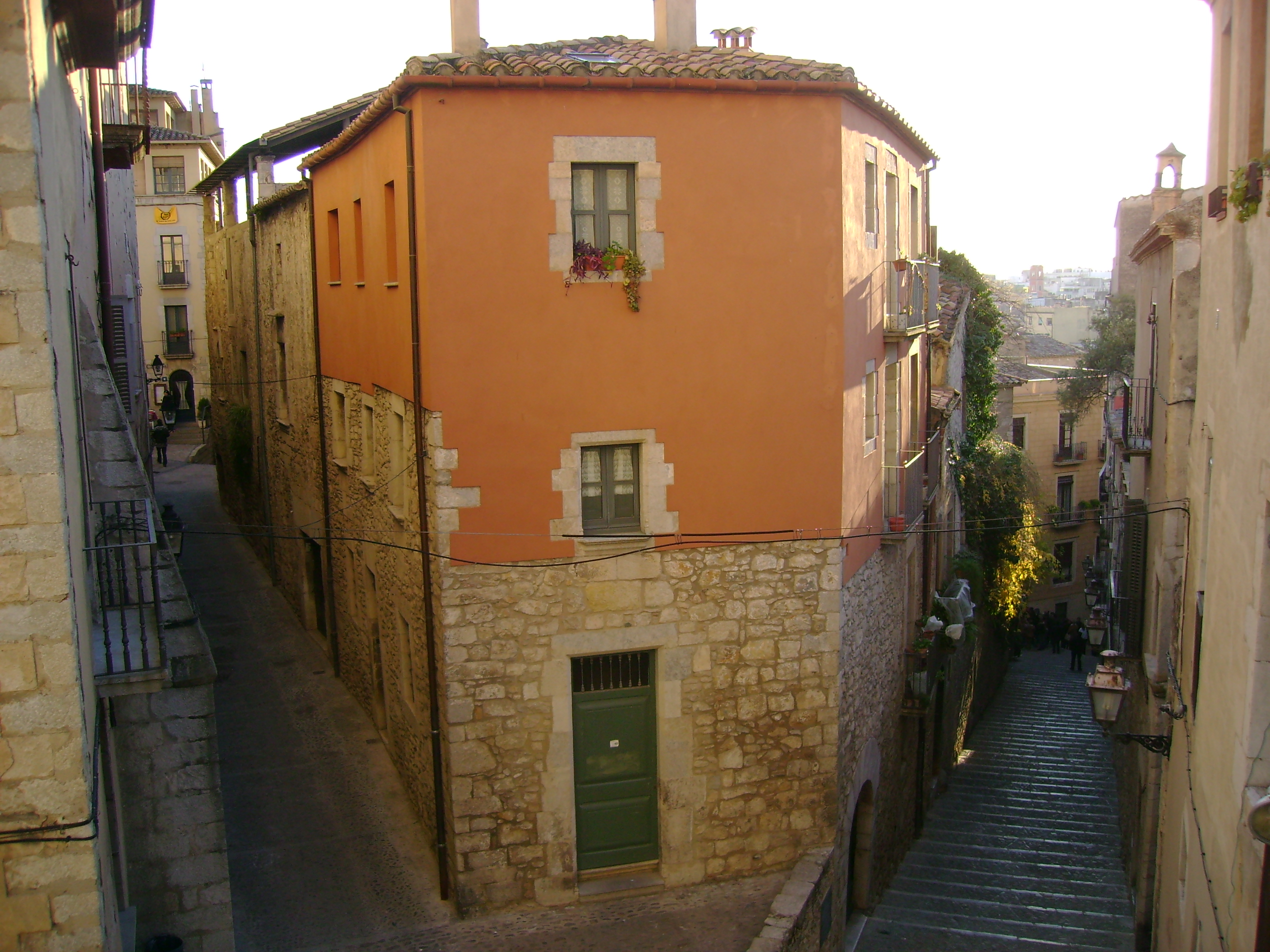
狭い小路
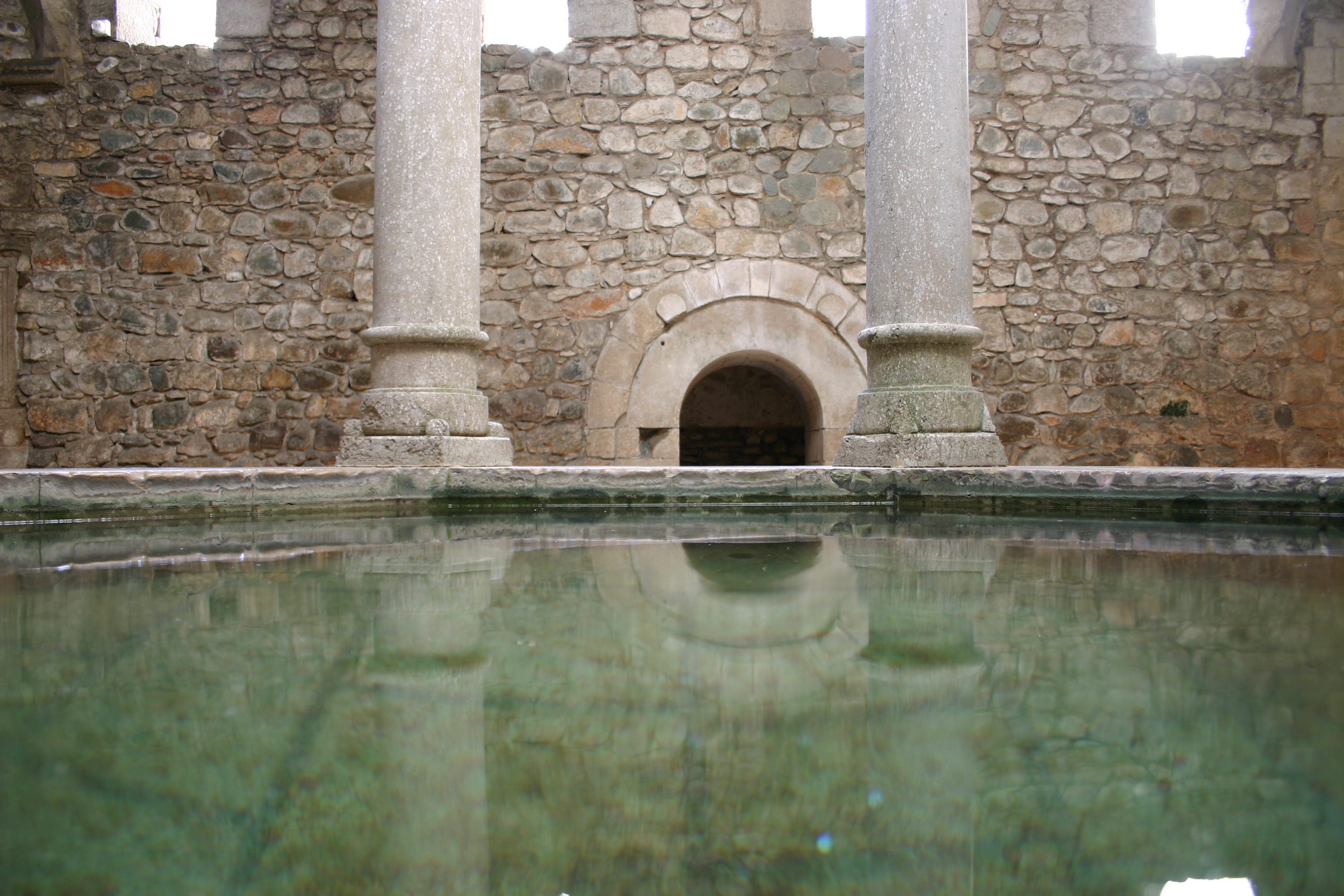
アラブ人浴場
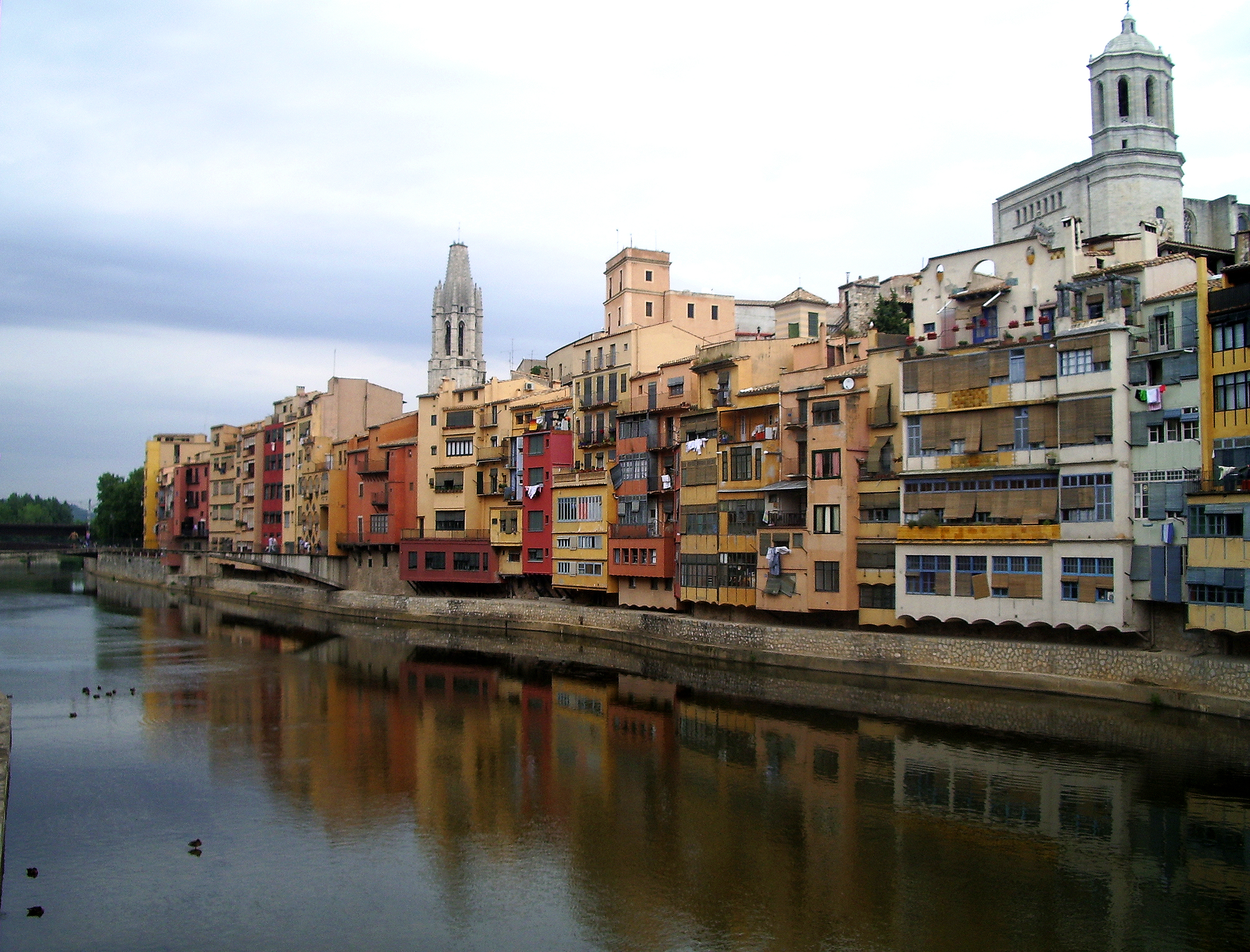
オニャル川の住宅群
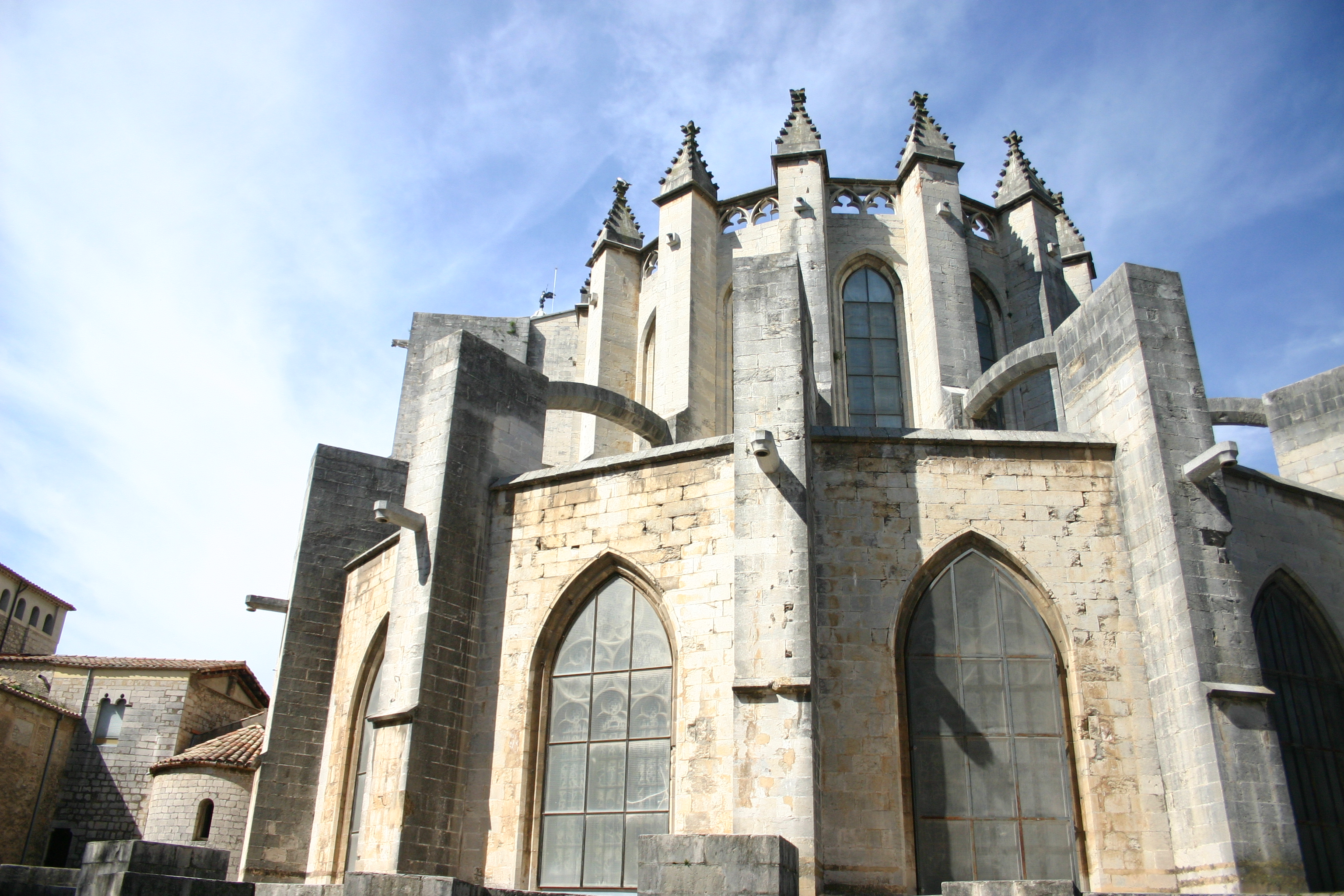
大聖堂
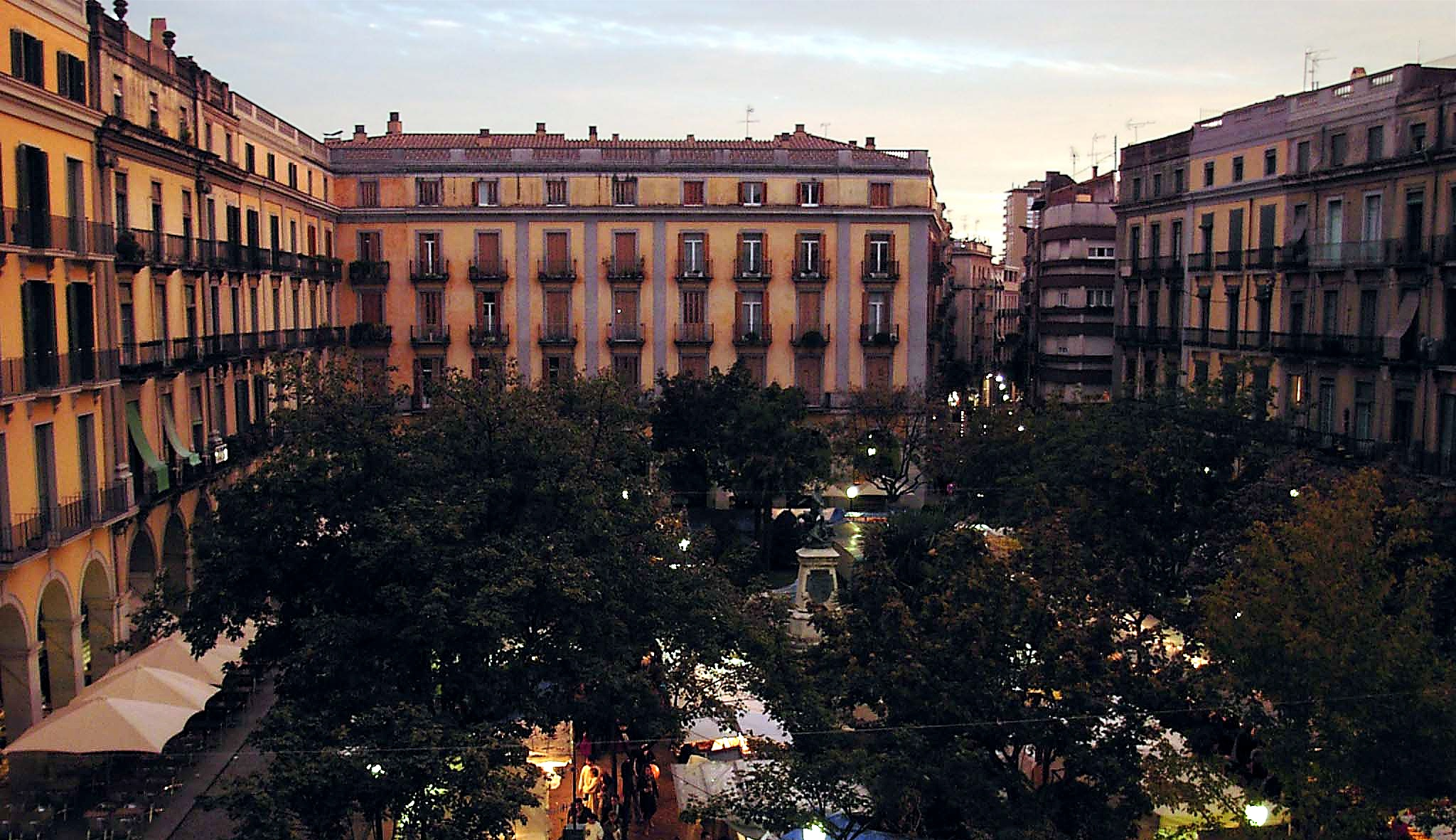
独立広場

## 姉妹都市
- ペルピニャン、フランス
- レッジョ・エミリア、イタリア
- アルビ、フランス
- ナッシュビル、アメリカ合衆国
- ブルーフィールズ、ニカラグア
- ヌエバ・ヘローナ、キューバ
- ファルシア、西サハラ